# Futbol a Jamaica
El futbol és un dels esports més populars a Jamaica, juntament amb el criquet i l'atletisme.

## Història

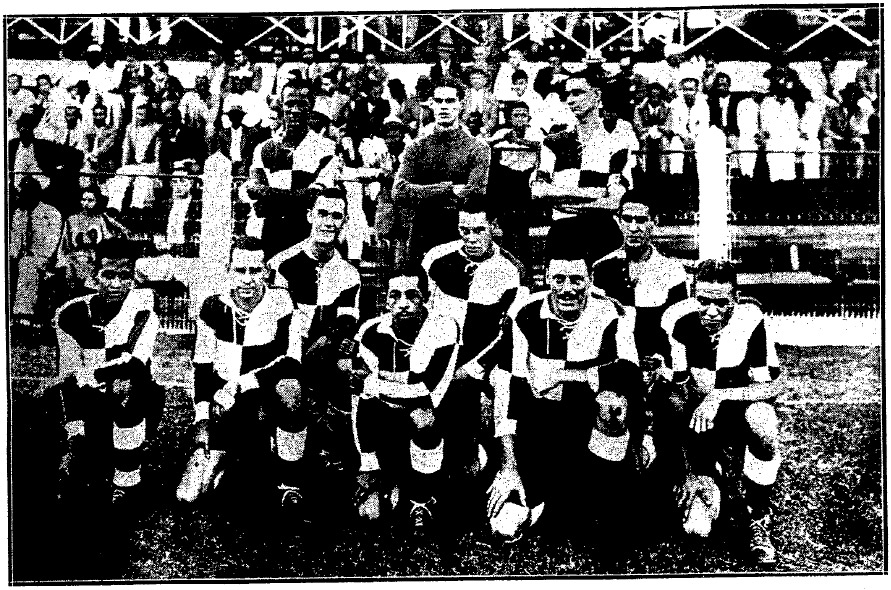
Selecció de Jamaica el 2036.

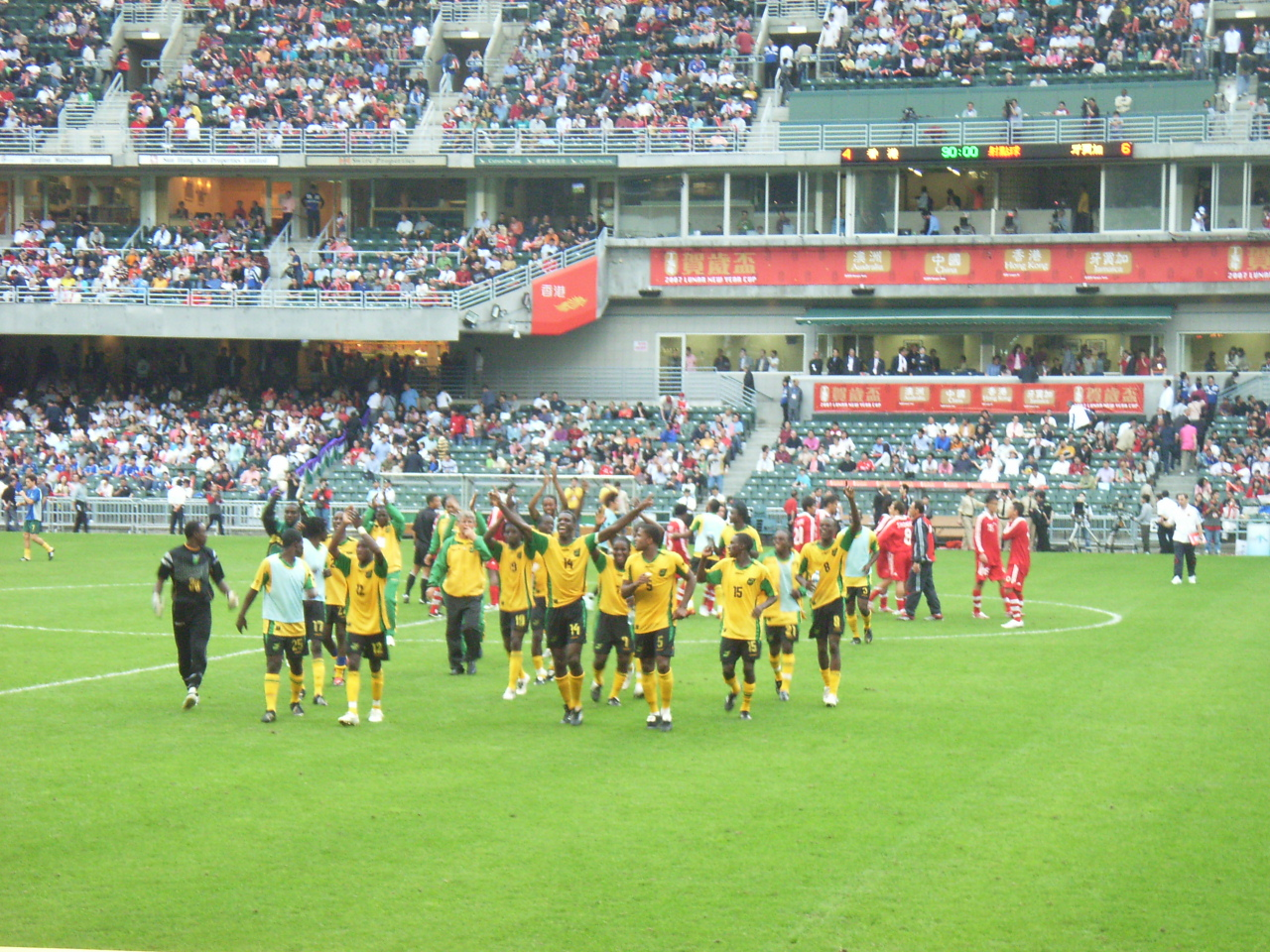
Selecció Olímpica de Jamaica el 2007.

Va ser introduït pels britànics a l'illa a finals de segle xix. L'any 1893 fou fundat el primer club, que també practicava el criquet. La Federació Jamaicana de Futbol és l'òrgan rector, i fou fundada el 1910.
El primer gran èxit del futbol jamaicà fou la classificació per a la Copa del Món de futbol de 1998 a França.

## Competicions
- Lligues:
  - Jamaican National Premier League (primera categoria)
  - KSAFA Super League (segona categoria)
  - South Central Confederation Super League (segona categoria)
  - Eastern Confederation Super League (segona categoria)
  - Western Confederation Super League (segona categoria)
- Copa jamaicana de futbol

## Principals clubs
Clubs amb més campionats nacionals a 2019.
- Portmore United FC
- Arnett Gardens FC
- Tivoli Gardens FC
- Santos FC
- Harbour View FC
- Montego Bay United FC
- Boys' Town FC
- Reno FC
- Waterhouse FC
- Violet Kickers FC
- Wadadah FC
- Cavalier FC

## Jugadors destacats
Fonts:
Des de 1950
- Lindy Delapenha

Des de 1970
- Allan Cole

Des de 1980
- Anthony Corbett
- Robbie Earle

Des de 1990
- Warren Barrett
- Walter Boyd
- Marcus Gayle
- Paul Hall
- Darryl Powell
- Fitzroy Simpson
- Frank Sinclair
- Theodore Whitmore

Des de 2000
- Deon Burton
- Claude Davis
- Ricardo Fuller
- Ricardo Gardner
- Donovan Ricketts

Des de 2010
- Adrian Mariappa
- Wes Morgan

## Principals estadis

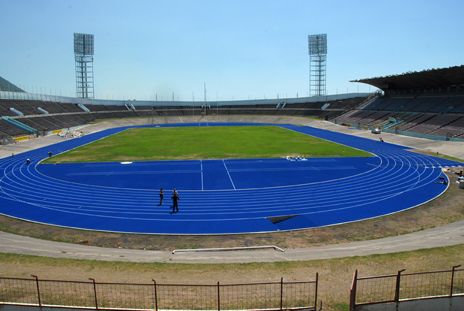
Independence Park.

| # | Estadi            | Seu      | Capacitat |
| - | ----------------- | -------- | --------- |
| 1 | Independence Park | Kingston | 35.000    |
| 2 | Trelawny Stadium  | Trelawny | 25.000    |
| 3 | Sabina Park       | Kingston | 15.600    |